# ササキ・ユタカ
ササキ・ユタカ（本名：佐々木 豊、1957年7月26日 - ）は、福岡県北九州市出身のジャズ・ドラマー、パーカッショニスト。NAHOKスネアケース監修者。叔父はジャズドラマーの岡山保義（ヤス・オカヤマ）。

## 経歴
十代の時にクラシックピアノからジャズドラムへ転向。東京で活動をしていたが、渡米してアラン・ドーソンに師事。その後、ボストンやニューヨークで活動を行う。帰国後は田村翼トリオや金井英人ユニットのメンバーとして活動。平行して自らが手がけるバンドでも活動を行う。また、映画好きであることが縁で、映画評論家の木村奈保子が手がける木村奈保子シネマバンドに参加。その他にもピアニストの菅野邦彦の手がけるバンド、ホーカス・ポーカス（HOCCUS POCCUS）のメンバーとしても活動を行っている。